# Hans Ragnemalm
Hans Olof Ragnemalm, född 30 mars 1940 i Laholm, död 7 augusti 2016, var en svensk domare, tidigare justitieombudsman och professor i offentlig rätt.
Hans Ragnemalm avlade juris kandidatexamen 1963 och gjorde tingstjänstgöring 1963–1964. Han avlade juris licentiatexamen 1969 och blev juris doktor 1970 på avhandlingen Förvaltningsbesluts överklagbarhet. Han var docent i offentlig rätt vid Lunds universitet 1970–1972 och hade en forskartjänst vid Statens råd för samhällsforskning 1972–1975. Ragnemalm var professor i offentlig rätt vid Stockholms universitet 1975–1981, vid Lunds universitet 1982–1983 och åter vid Stockholms universitet 1983–1987, där han var dekanus vid juridiska fakulteten 1984–1987.
Ragnemalm var justitieombudsman 1987–1992, regeringsråd i Regeringsrätten 1992–1995, domare i EU-domstolen 1995–2000 samt ordförande i Regeringsrätten 2000–2005.
Han tilldelades H.M. Konungens medalj i 12:e storleken med kedja den 6 juni 2008 "för framstående insatser för det svenska rättssamhället".